# Royal Trux (álbum)
Royal Trux es el álbum de estudio debut de la banda de noise rock del mismo nombre. Fue lanzado en 1988 en formato LP por Royal Records, y luego relanzado en 1993 en formato CD por Drag City.

## Lista de canciones
Todas las canciones fueron escritas por Neil Hagerty y Jennifer Herrema.
Todas las canciones escritas y compuestas por Neil Hagerty and Jennifer Herrema. 
| N.º | Título            | Duración |  |
| 1.  | «Bad Blood»       | 2:51     |  |
| 2.  | «Incineration»    | 2:16     |  |
| 3.  | «Strawberry Soda» | 2:42     |  |
| 4.  | «Hashish»         | 2:06     |  |
| 5.  | «Sanction Smith»  | 1:42     |  |
| 6.  | «Zero Dok»        | 2:38     |  |
| 7.  | «Touch»           | 2:34     |  |
| 8.  | «Bits and Spurs»  | 5:02     |  |
| 9.  | «Esso Dame»       | 2:26     |  |
| 10. | «Sice I Bones»    | 3:23     |  |
| 11. | «Gold Dust»       | 1:39     |  |
| 12. | «Jesse James»     | 3:52     |  |
| 13. | «Andersonville»   | 5:53     |  |
| 14. | «The Set-Up»      | 2:20     |  |
| 15. | «Walking Machine» | 3:00     |  |
| 16. | «Hawk'n Around»   | 3:14     |  |

## Personal
- Neil Hagerty – voz, guitarra, percusión, producción
- Jennifer Herrema – voz, órgano, percusión, producción